# كلية وادهام (أكسفورد)
كلية وادهام (بالإنجليزية: Wadham College)‏ هي إحدى كليات جامعة أكسفورد في المملكة المتحدة. تقع الكلية في وسط أكسفورد عند تقاطع شارع برود وشارع باركس. تأسست كلية وادهام عام 1610 من قبل دوروثي وادهام.